# ブライトエンブレム
ブライトエンブレム（欧字名:Bright Emblem、2012年4月6日 - ）は、日本の競走馬。主な勝ち鞍は2014年の札幌2歳ステークス。
馬名の意味は、「輝く証」。

## 経歴

### 2歳（2014年）
2014年6月28日、東京競馬場5レースの2歳新馬戦（芝1600m）でデビューし勝利。9月、初の重賞挑戦で札幌2歳ステークスに出走。道中は後方～中団に控え、3～4コーナーで馬群の一番外を回って進出。直線で鋭く脚を伸ばしてレッツゴードンキら前方集団をまとめて差し切り、重賞初挑戦での初優勝を飾った。年末の朝日杯フューチュリティステークスは単勝2番人気に支持されたが、直線での伸びを欠き7着に終わる。

### 3歳（2015年）
3月8日の皐月賞トライアル・弥生賞より始動。後方2番手から直線で上り最速の豪脚を繰り出し、サトノクラウンには及ばなかったものの、1馬身半差の2着に好走した。4月19日の皐月賞本番はドゥラメンテから0.6秒差の4着。東京優駿の優先出走権を得たが、放牧先で右前脚の裂蹄が見つかったため出走は回避した。復帰戦となったセントライト記念と次走の菊花賞は共に着外に沈んだ。

### 4歳 - 6歳（2016年 - 2018年）
4歳シーズンは初戦の中山金杯から着外が続き、初のダート戦となった5月のブリリアントステークスの後に屈腱炎を発症し長期休養に入った。5歳12月の1600万下・サンタクロースステークスで約1年7か月ぶりにレースに復帰（結果は最下位10着）。
6歳シーズンも現役を続行するが勝利を挙げることはでず、さらに7月の1600万下・TVh賞のレース後に屈腱炎の再発が判明。8月2日付で競走馬登録を抹消され引退した。

### 引退後
引退後は苫小牧市のノーザンホースパークで乗馬として繋養されていた。2022年10月からは岡山県真庭市のオールド・フレンズ・ジャパンに移動し、2023年度より引退名馬繋養展示事業の助成対象馬となった。

## 競走成績
以下の内容は、JBISサーチ、netkeiba.comに基づく。
| 競走日     | 競馬場 | 競走名           | 格       | 距離（馬場）  | 頭 数 | 枠 番 | 馬 番 | オッズ （人気） | 着順 | タイム （上り3F） | 着差 | 騎手          | 斤量 [kg] | 1着馬（2着馬）         | 馬体重 [kg] |
| ---------- | ------ | ---------------- | -------- | ------------- | ----- | ----- | ----- | --------------- | ---- | ----------------- | ---- | ------------- | --------- | ---------------------- | ----------- |
| 2014.06.28 | 東京   | 2歳新馬          |          | 芝1600m（良） | 16    | 4     | 7     | 005.60（3人）   | 01着 | R1:39.2（35.5）   | -0.2 | 0田辺裕信     | 54        | （ジャストドゥイング） | 464         |
| 0000.09.06 | 札幌   | 札幌2歳S         | GIII     | 芝1800m（良） | 14    | 2     | 2     | 011.10（5人）   | 01着 | R1:50.0（35.8）   | -0.2 | 0田辺裕信     | 54        | （マイネルシュバリエ） | 474         |
| 0000.12.21 | 阪神   | 朝日杯FS         | GI       | 芝1600m（良） | 18    | 8     | 16    | 005.00（2人）   | 07着 | R1:36.4（36.1）   | -0.5 | 0田辺裕信     | 55        | ダノンプラチナ         | 482         |
| 2015.03.08 | 中山   | 弥生賞           | GII      | 芝2000m（良） | 11    | 5     | 5     | 009.10（4人）   | 02着 | R2:02.0（35.2）   | -0.2 | 0田辺裕信     | 56        | サトノクラウン         | 484         |
| 0000.04.19 | 中山   | 皐月賞           | GI       | 芝2000m（良） | 15    | 1     | 1     | 011.40（6人）   | 04着 | R1:58.8（34.7）   | -0.6 | 0田辺裕信     | 57        | ドゥラメンテ           | 484         |
| 0000.09.21 | 中山   | セントライト記念 | GII      | 芝2200m（良） | 15    | 7     | 12    | 004.50（2人）   | 10着 | 02:14.2（34.8）   | -0.4 | 0田辺裕信     | 56        | キタサンブラック       | 484         |
| 0000.10.25 | 京都   | 菊花賞           | GI       | 芝3000m（良） | 18    | 5     | 10    | 020.90（8人）   | 07着 | 03:04.5（35.1）   | -0.6 | 0田辺裕信     | 57        | キタサンブラック       | 488         |
| 2016.01.05 | 中山   | 中山金杯         | GIII     | 芝2000m（良） | 13    | 4     | 6     | 004.80（2人）   | 06着 | 02:01.6（33.2）   | -0.4 | 0C.ルメール   | 56        | ヤマカツエース         | 492         |
| 0000.03.12 | 中京   | 中日新聞杯       | GIII     | 芝2000m（良） | 18    | 4     | 8     | 007.60（3人）   | 10着 | R2:01.6（34.5）   | -0.3 | 0C.ルメール   | 57        | サトノノブレス         | 496         |
| 0000.05.08 | 東京   | ブリリアントS    | OP       | ダ2100m（良） | 15    | 3     | 5     | 011.60（4人）   | 07着 | 02:11.8（38.9）   | -1.4 | 0C.ルメール   | 57        | アポロケンタッキー     | 490         |
| 2017.12.24 | 阪神   | サンタクロースS  | 1600万下 | 芝2000m（良） | 10    | 3     | 3     | 020.90（6人）   | 10着 | 02:02.8（34.5）   | -1.1 | 0V.シュミノー | 57        | ダンビュライト         | 508         |
| 2018.04.15 | 中山   | 春興S            | 1600万下 | 芝1600m（良） | 10    | 3     | 3     | 040.10（9人）   | 05着 | 01:35.5（34.1）   | -0.9 | 0浜中俊       | 57        | フィアーノロマーノ     | 512         |
| 0000.05.27 | 東京   | むらさき賞       | 1600万下 | 芝1800m（良） | 15    | 6     | 11    | 056.0（11人）   | 14着 | R1:46.4（33.6）   | -1.0 | 0三浦皇成     | 57        | エアウィンザー         | 510         |
| 0000.07.28 | 札幌   | TVh賞            | 1600万下 | 芝1800m（良） | 14    | 8     | 14    | 044.4（12人）   | 14着 | R1:48.6（35.6）   | -1.4 | 0蛯名正義     | 56        | スティッフェリオ       | 500         |

## 血統表
| ブライトエンブレムの血統          | ブライトエンブレムの血統              | ブライトエンブレムの血統         | （血統表の出典）                 | （血統表の出典） |
| 父系                              | サンデーサイレンス系                  | サンデーサイレンス系             | サンデーサイレンス系             |                  |
| 父 ネオユニヴァース 鹿毛 2000     | 父の父*サンデーサイレンス 青鹿毛 1986 | Halo                             | Hail to Reason                   | Hail to Reason   |
| 父 ネオユニヴァース 鹿毛 2000     | 父の父*サンデーサイレンス 青鹿毛 1986 | Halo                             | Cosmah                           |                  |
| 父 ネオユニヴァース 鹿毛 2000     | 父の父*サンデーサイレンス 青鹿毛 1986 | Wishing Well                     | Understanding                    | Understanding    |
| 父 ネオユニヴァース 鹿毛 2000     | 父の父*サンデーサイレンス 青鹿毛 1986 | Wishing Well                     | Mountain Flower                  |                  |
| 父 ネオユニヴァース 鹿毛 2000     | 父の母*ポインテッドパス 栗毛 1984     | Kris                             | Sharpen Up                       | Sharpen Up       |
| 父 ネオユニヴァース 鹿毛 2000     | 父の母*ポインテッドパス 栗毛 1984     | Kris                             | Doubly Sure                      |                  |
| 父 ネオユニヴァース 鹿毛 2000     | 父の母*ポインテッドパス 栗毛 1984     | Silken Way                       | Shantung                         | Shantung         |
| 父 ネオユニヴァース 鹿毛 2000     | 父の母*ポインテッドパス 栗毛 1984     | Silken Way                       | Boulevard                        |                  |
| 母 ブラックエンブレム 黒鹿毛 2005 | 母の父*ウォーエンブレム 青鹿毛 1999   | Our Emblem                       | Mr. Prospector                   | Mr. Prospector   |
| 母 ブラックエンブレム 黒鹿毛 2005 | 母の父*ウォーエンブレム 青鹿毛 1999   | Our Emblem                       | Personal Ensign                  |                  |
| 母 ブラックエンブレム 黒鹿毛 2005 | 母の父*ウォーエンブレム 青鹿毛 1999   | Sweetest Lady                    | Lord At War                      | Lord At War      |
| 母 ブラックエンブレム 黒鹿毛 2005 | 母の父*ウォーエンブレム 青鹿毛 1999   | Sweetest Lady                    | Sweetest Roman                   |                  |
| 母 ブラックエンブレム 黒鹿毛 2005 | 母の母ヴァンドノワール 青毛 1996      | *ヘクタープロテクター            | Woodman                          | Woodman          |
| 母 ブラックエンブレム 黒鹿毛 2005 | 母の母ヴァンドノワール 青毛 1996      | *ヘクタープロテクター            | Korveya                          |                  |
| 母 ブラックエンブレム 黒鹿毛 2005 | 母の母ヴァンドノワール 青毛 1996      | *プリンセスデリーデ              | Vaguely Noble                    | Vaguely Noble    |
| 母 ブラックエンブレム 黒鹿毛 2005 | 母の母ヴァンドノワール 青毛 1996      | *プリンセスデリーデ              | Flashy                           |                  |
| 母系(F-No.)                       | プリンセスデリーデ(GB)系(FN:3-c)      | プリンセスデリーデ(GB)系(FN:3-c) | プリンセスデリーデ(GB)系(FN:3-c) | [ § 2 ]          |
| 5代内の近親交配                   | Mr. Prospector 4×5（母内）            | Mr. Prospector 4×5（母内）       | Mr. Prospector 4×5（母内）       | [ § 3 ]          |
| 出典                              | 1. 2. 3.                              | 1. 2. 3.                         | 1. 2. 3.                         | 1. 2. 3.         |

- 母ブラックエンブレムは2008年秋華賞優勝馬。
- 半妹ウィクトーリア（父ヴィクトワールピサ）は2019年フローラステークス優勝馬。
- そのほかの近親にナリタセンチュリー（2004年京都大賞典、2005年京都記念）、ニシノナースコール（2009年エンプレス杯）